# Edmund Ginalski

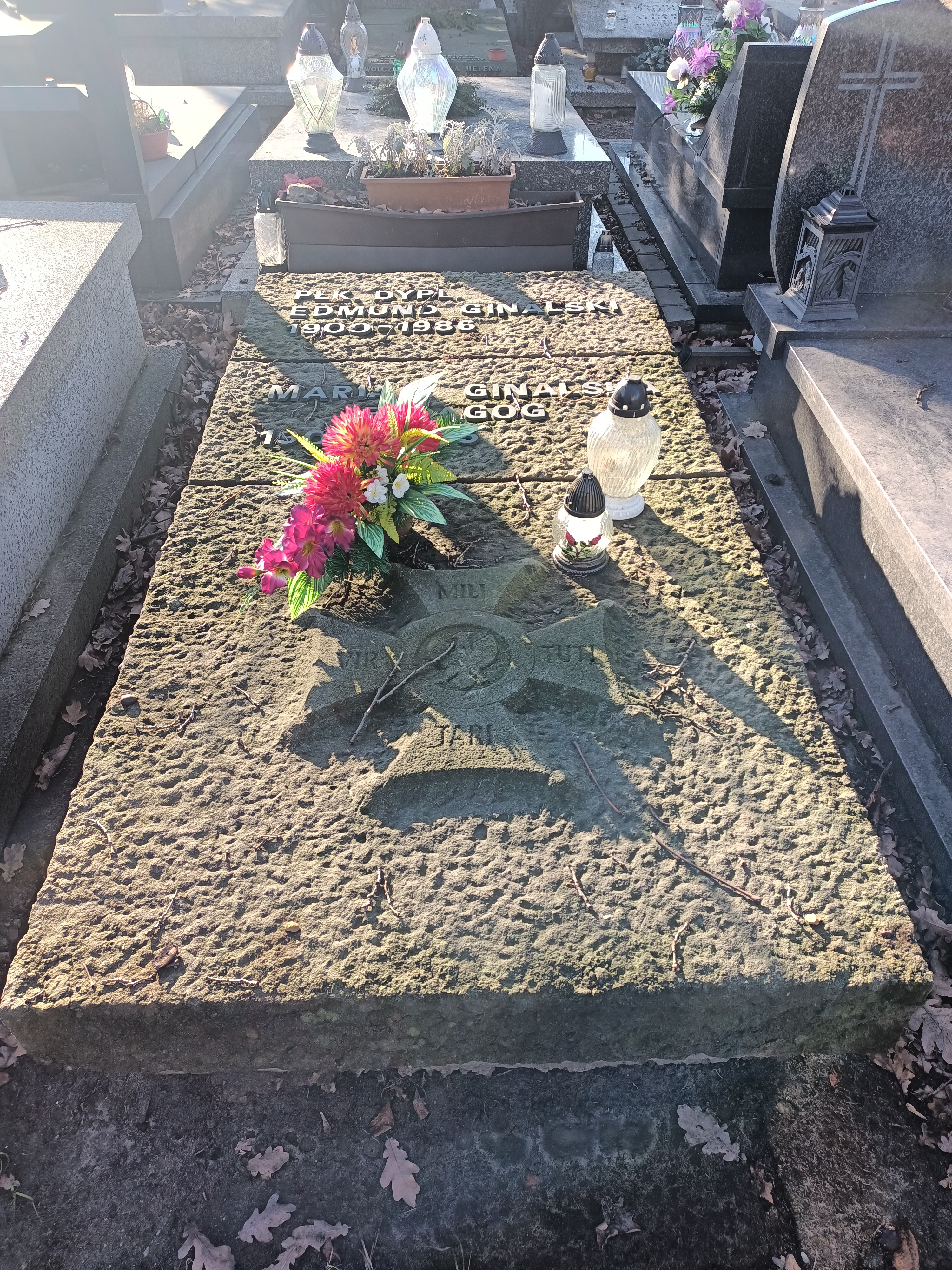
Grób Edmunda Ginalskiego na Cmentarzu Wojskowym na Powązkach

Edmund Wiktor Ginalski (ur. 28 listopada 1900, zm. 14 sierpnia 1986 w Warszawie) – pułkownik dyplomowany piechoty Wojska Polskiego.

## Życiorys
Syn Władysława. Ukończył szkołę średnią. Uczestnik wojny polsko-bolszewickiej 1919–1920. Od 14 lutego do 21 czerwca 1921 roku był słuchaczem 38. Klasy imienia księcia Józefa Poniatowskiego Szkoły Podchorążych Piechoty w Warszawie. Z dniem 1 listopada 1921 został mianowany podporucznikiem piechoty.
3 maja 1922 roku został zweryfikowany w stopniu podporucznika ze starszeństwem z dniem 1 lipca 1919 roku i 1550. lokatą w korpusie oficerów piechoty, a jego oddziałem macierzystym był wówczas 21 pułk piechoty „Dzieci Warszawy”. W latach 1923–1924 pełnił służbę w Oddziale Szkolnym Szkoły Podchorążych Piechoty w Warszawie, pozostając oficerem nadetatowym 37 pułku piechoty w Łęczycy. 23 lipca 1923 roku został awansowany na porucznika ze starszeństwem z dniem 1 lipca 1923 roku i 52. lokatą w korpusie oficerów piechoty. 1 września 1925 roku został przeniesiony do macierzystego pułku w Łęczycy. 17 grudnia 1931 roku został mianowany kapitanem ze starszeństwem z dniem 1 stycznia 1932 roku i 92. lokatą w korpusie oficerów piechoty.
Z dniem 4 stycznia 1932 został powołany do Wyższej Szkoły Wojennej w Warszawie, w charakterze słuchacza dwuletniego kursu 1931/33 (XII promocja). W czerwcu 1933 został przydzielony do Wojskowego Instytutu Naukowo-Wydawniczego w Warszawie, do 1 listopada tego roku. Kurs WSWoj. ukończył ze słuchaczami XIII promocji. Z dniem 1 listopada 1934 roku uzyskał tytuł naukowy oficera dyplomowanego i został przydzielony został do Dowództwa Okręgu Korpusu Nr VIII w Toruniu na stanowisko kierownika I referatu-zastępcy szefa Wydziału Mobilizacyjnego. W 1936 roku przeniesiony został do Wojskowego Instytutu Naukowo-Wydawniczego na stanowisko kierownika referatu studiów. Tam w 1937 roku, wspólnie z kapitanem Tadeuszem Makowskim, opracował „Instrukcję o prowadzeniu oddziałowych bibliotek wojskowych”. W grudniu 1938 roku, po ukończeniu dziewięciomiesięcznego kursu kierowania kolejowymi transportami wojskowymi, przydzielony został do 68 pułku piechoty we Wrześni celem odbycia stażu na stanowisku dowódcy 2. kompanii, niezbędnego przed awansem na majora. W trzeciej dekadzie marca 1939 roku skierowany został do dyspozycji Szefostwa Komunikacji Wojskowych, do Baranowicz, w charakterze komendanta akcji załadowania wojska (KZ). W Baranowiczach zorganizował przewóz zmobilizowanej 20 Dywizji Piechoty i Nowogródzkiej Brygady Kawalerii do rejonu działania Armii „Modlin”. Po wykonaniu powierzonego mu zadania powrócił do Wrześni. W drugiej dekadzie sierpnia 1939 roku, ponownie skierowany został do dyspozycji Szefostwa Komunikacji Wojskowych, do Częstochowy, w charakterze KW – oficera kierującego wyładowywaniem Wołyńskiej Brygady Kawalerii na końcowej stacji przebiegu transportów. Po zakończeniu akcji powrócił do 68 pp, zdał dowództwo kompanii porucznikowi Hybda i zgodnie z przydziałem mobilizacyjnym udał się na stację kolejową we Wrześni jako oficer KZ/KW.
W dniach 31 sierpnia – 2 września 1939 roku kierował wyładowaniem transportów Podolskiej Brygady Kawalerii w rejonie Nekla – Swarzędz oraz kierował transporty ewakuacyjne z Wielkopolski. 5 września przydzielony został do dowództwa Armii „Poznań” na stanowisko zastępcy szefa komunikacji, podpułkownika dyplomowanego Henryka Lergetporera. W czasie kampanii wrześniowej 1939 dostał się do niewoli niemieckiej i pozostawał w niej do wiosny 1945 roku.
Po wyzwoleniu z obozu wstąpił do ludowego Wojska Polskiego i pełnił w nim obowiązki starszego adiutanta I batalionu 28 pułku piechoty, szefa sztabu i od 17 lipca 1947 do listopada 1947 dowódcy 9 Drezdeńskiej Dywizji Piechoty. 1 listopada 1949 został komendantem Ośrodka Wyszkolenia Oficerów Rezerwy nr 2. Był aktywnym działaczem ZBoWiD, w tym członkiem zarządu wojewódzkiego tej organizacji i przewodniczącym Zespołu Środowisk Żołnierzy Września 1939. 8 maja 1985 roku został wyróżniony wpisem do Honorowej Księgi Czynów Żołnierskich.
Zmarł 14 sierpnia 1986 roku. Pochowany na Cmentarzu Wojskowym na Powązkach (kwatera D 4-1-12).

## Wybrana bibliografia
- Na froncie i na tyłach, Wojskowy Instytut Naukowo-Oświatowy, Warszawa 1936.
- Instrukcja o prowadzeniu oddziałowych bibliotek wojskowych, Wojskowy Instytut Naukowo-Wydawniczy, Warszawa 1937.
- Byliśmy za Łabą. Z dziejów 28 pułku piechoty, Wydawnictwo Ministerstwa Obrony Narodowej, Warszawa 1964.
- 40 Pułk Artylerii Lekkiej. Zarys dziejów 1944–1947, Wydawnictwo Ministerstwa Obrony Narodowej, Warszawa 1968.
- Od Żytomierza do Litomeric. Zarys dziejów 15 pułku piechoty 1944–1947, Wydawnictwo Ministerstwa Obrony Narodowej, Warszawa 1972.
- 22 Pułk Artylerii Lekkiej, Zarys dziejów 1944–1947, Wydawnictwo Ministerstwa Obrony Narodowej, Warszawa 1974.
- Wspomnienia z przedednia wojny 1939 r., Wojskowy Przegląd Historyczny Nr 4 (106), Warszawa 1983, s. 203–208.
- Dziewiąta drezdeńska. Z dziejów 9 Drezdeńskiej Dywizji Piechoty 1944–1947, Wydawnictwo Ministerstwa Obrony Narodowej, Warszawa 1984.
- Wojskowe transporty kolejowe przed wojną i w czasie wojny 1939 r. Szkolenie kadr, Wojskowy Przegląd Historyczny Nr 4 (114), Warszawa 1985, s. 197–211.

## Ordery i odznaczenia
- Krzyż Srebrny Orderu Wojennego Virtuti Militari[18]
- Krzyż Komandorski Orderu Odrodzenia Polski[18]
- Order Krzyża Grunwaldu III klasy – 17 grudnia 1946 „za bohaterskie czyny i dzielne zachowanie się w walce z niemieckim najeźdźcą oraz za gorliwą pracę i sumienne wypełnianie obowiązków służbowych”[21]
- Krzyż Walecznych[22][23]
- Złoty Krzyż Zasługi – 12 listopada 1946 „za bohaterskie zachowanie się w walce z niemieckim najeźdźcą oraz za gorliwą pracę i sumienne wypełnianie obowiązków służbowych”[24]
- Medal Niepodległości – 2 sierpnia 1931 „za pracę w dziele odzyskania niepodległości”[25]
- Srebrny Krzyż Zasługi – 10 listopada 1928 „w uznaniu zasług, położonych na polu pracy w poszczególnych działach wojskowości”[26][27]
- Medal Pamiątkowy za Wojnę 1918–1921
- Medal Dziesięciolecia Odzyskanej Niepodległości
- Srebrny Wawrzyn Akademicki – 4 listopada 1937 „za szerzenie zamiłowania do literatury polskiej i krzewienie czytelnictwa w wojsku”[28]
- Medal „Za udział w wojnie obronnej 1939” (1981)[29]